# Lac de Cazaux et de Sanguinet
Le lac de Cazaux et de Sanguinet est l'un des grands lacs landais, se succédant le long du littoral aquitain. Il se situe à cheval sur les départements français de la Gironde et des Landes, bordé au nord par le quartier de Cazaux, qui appartient à la commune de La Teste-de-Buch, à l'est par la commune de Sanguinet et au sud par celle de Biscarrosse.
Le lac de Cazaux et de Sanguinet se situe entre le pays de Buch (au nord) et le pays de Born (au sud). Le canal des Landes, construit entre 1834 et 1838, le relie au lac de Parentis-Biscarrosse. La partie de canal le reliant au bassin d'Arcachon n'est, aujourd'hui, praticable que sur quelques kilomètres, mais ne permet plus la liaison.
Il se situe sur le territoire de la communauté de communes des Grands Lacs.

## Historique
Il s'est formé par accumulation des eaux venant de la plaine landaise, en particulier de la Gourgue, un cours d'eau au bord duquel s'était établi le village antique de Losa avant de disparaître sous les eaux. 
Le site de Sanguinet a été progressivement exploré, minutieusement mesuré et inventorié à partir des années 1970. Les plongeurs du CRESS (Centre de recherches et d'études sublacustres de Sanguinet) ont identifié plusieurs sites de l’âge du fer dans l’ancien lit de la Gourgue. Le niveau des eaux du lac s’est en effet élevé aux temps historiques, recouvrant constructions et mobilier, en particulier plusieurs pirogues monoxyles en pin maritime et chêne.

## Classement
Le lac de Cazaux et de Sanguinet  est un site inscrit par arrêté du 16 août 1977 au titre des Étangs landais nord. Les rives marécageuses du lac, principalement à l'est, font l'objet d'un inventaire ZNIEFF de type 1. Il est enfin constitutif du site Natura 2000 « Zones humides de l'arrière dune du Pays de Born et de Buch ».

## Sites archéologiques
La naissance des lacs littoraux de la côte aquitaine est due à la formation de la chaîne de dunes qui fait obstacle à l'écoulement des nombreuses rivières côtières drainant le littoral au sud de la Garonne. La formation des dunes est la conséquence de phénomènes concomitants dont les acteurs sont les courants océaniques du golfe de Gascogne, les alluvions de l'ensemble du réseau fluvial aquitain et les vents d'ouest dominants. Les rivières côtières voient leurs estuaires s'obstruer progressivement et leurs seuils d'écoulement se surélèvent provoquant, à l'est de ces barrages naturels, des accumulations d'eau douce. Cette montée inéluctable des eaux prisonnières des sables connaît de longues périodes de stabilité s'étendant sur plusieurs siècles, suivies d'accélérations brutales qui, en quelques décennies, obligent les populations à abandonner leurs espaces de vie pour s'installer plus en amont. Au sein du système des lacs littoraux, seul le Bassin d'Arcachon a conservé une communication permanente avec la mer grâce au débit relativement important de la Leyre et à son étendue qui fait qu'à chaque changement de marée, d'énormes volumes d'eau transitent par la passe.
Trois villages jalonnant le lit de la Gourgue sont engloutis sous les eaux du lac, les plus profonds étant les plus anciens.

### Village gallo-romain de Losa (Ier–IIIesiècleapr. J.-C.)
Pour atteindre le village de Losa, la voie romaine littorale venant du nord devait franchir la rivière dont la vallée se trouve actuellement à 7 mètres de profondeur. Des pieux de chêne ou de pin implantés dans la partie basse dessinent le tracé de ce « long pont » qui s'aligne parfaitement sur la voie reconnue à terre. Losa occupait un large plateau bien drainé sur la rive gauche de la Gourgue, à l'abri des crues, à deux mètres environ au-dessus du niveau de la rivière. Il s'agissait d'une mansio, c’est-à-dire d'une station routière où le voyageur trouvait le gîte et le couvert. Le village s’articulait autour d’un petit temple dont les fondations dessinent un plan très proche de ceux des nombreux fana que l'on connaît en France et tout particulièrement en Aquitaine. Le mobilier de céramique domestique est abondant (assiettes, coupes tripodes, cruches, gobelets…). À côté de cela, quelques poteries plus « nobles » comme les céramiques sigillées, les gobelets à parois fines ou les amphores, témoignent d'échanges commerciaux dans un espace géographique assez vaste. Mais la masse la plus importante du mobilier archéologique est constituée par des tessons de cuviers et de grandes jarres qui témoignent d’une industrie de production de poix à partir du bois de pin. Des scories métalliques montrent une extraction du fer à partir de la garluche locale. Les monnaies très nombreuses trouvées sur le site permettent de définir avec une assez grande précision la période d'occupation de Losa.
Le fanum de Losa (11,70 × 9,45 m extérieurement) est un site archéologique sublacustre repéré en 1978 et laborieusement dégagé, qui se présente sous la forme d’édifice rectangulaire, dont l’entrée s’ouvre sur un vestibule de 2,70 m de largeur qui donne accès à une galerie de circulation faisant le tour de la pièce centrale du temple, la cella de forme carrée de 2,60 m de largeur intérieure. Les murs épais de 45 cm sont constitués de blocs de garluche, roche locale ferrugineuse appréciée pour sa dureté. Les angles de l'édifice sont en pierre calcaire qui n'existe pas dans la région et qui a dû être importée. La fouille de la cella a livre des fragments de statuettes d'oiseau et de taureau, et un fragment de statuette de Déesse Mère et des monnaies d'Antonin le Pieux, de Marc Aurèle datant de 171 et un antoninien de Gallien de 268. Les traces d'incendie et la pousse d'arbres à l'intérieur de son périmètre prouvent que le fanum a été détruit et abandonné bien avant la submersion du village.  L’abandon du fanum pourrait être lié à l’apparition du christianisme au IVe siècle.

### Village fortifié de l'Estey du Large (IIIe–Iersiècleav. J.-C.)
Le village de l'Estey du Large est installé sur la rive gauche de la rivière, qui, à cet endroit, n'excède pas 150 m de largeur. La partie haute et plane de cet espace est actuellement, à 7 m de profondeur moyenne. Une pente d'environ 10 % permet d'atteindre le lit de la rivière antique à 11 m de profondeur. Le site de l'Estey du large se présente comme un vaste espace elliptique de plus de 3 000 m². Une centaine de pieux de chêne ou de pin subsistent des deux enceintes qui assuraient la protection du village. Une énorme accumulation de troncs constituait une assise solide pour ces palissades. Le sol d'occupation, riche en tessons de céramique, atteint 20 à 30 cm d'épaisseur. Sur cet espace vaste et dégagé quelques foyers importants mais aussi un très grand nombre de feux secondaires ont été repérés. L'espace intérieur ne comporte aucune trace d'habitat. Cependant, au niveau de l'enceinte on relève les indices les plus significatifs montrant que quelques habitations étaient intégrées à l'ouvrage de défense Le mobilier de céramique typique de la fin de l’âge du fer est extrêmement abondant. Parmi les poteries non tournées, les jattes à anses internes sont spécifiques à la région littorale au sud du bassin d'Arcachon. Ce type de poterie a perduré jusqu'à l'époque gallo-romaine sur le village de Losa. Les objets métalliques mis au jour par les fouilles sont rares, ce qui témoigne de la faiblesse des échanges économiques. Seuls les alliages de cuivre ou d'argent ont résisté à la corrosion des eaux du lac. Une douzaine de fibules et des anneaux ont été inventoriées. Plus de dix années de fouilles n'ont permis la découverte que de deux monnaies datables au Ier siècle av. J.-C. À l’intérieur de l’enceinte, un entassement de blocs d’un minerai de fer très riche, le « fer des marais », a été repéré. De très nombreux fragments de scories de réduction, d’affinage ou de forgeage du fer ont également été relevés. L’Estey du large semble donc avoir été un centre de production de fer. Quelques fragments de la paroi d’argile de bas-fourneaux ont été inventoriés parmi les scories de réduction. C’est à la fin du Ier siècle av. J.-C. que les habitants de l'Estey du large doivent abandonner leur territoire atteint par la montée des eaux pour s'installer en amont,

### Village de Put Blanc (VIIe–IVesiècleav. J.-C.)
Le site de Put Blanc couvre une superficie de plus de 3 ha, à une profondeur moyenne de 13 m. Les vestiges d’habitats sont dispersés à la pointe est du lac primitif dans sa phase du 1er âge du fer. Ce qui est assez remarquable, c'est que les hommes aient choisi de s'installer sur de très modestes surélévations de terrain dans les zones de marais proches du lac. Il s'agit vraisemblablement d'un souci de protection par rapport à un environnement jugé hostile, puisque des zones à l'abri des variations du niveau des eaux, existent à proximité.
À 12 m de profondeur, Put Blanc I et Put Blanc II présentent d'importants ensembles de pieux. Ces deux zones, distantes d'une dizaine de mètres l'une de l'autre, correspondent à deux habitats construits sur une légère surélévation de terrain par rapport au niveau du plan d'eau primitif. Put blanc III correspond à un habitat plus structuré. Il s'agit du plancher d’une hutte aménagée sur un promontoire de superficie réduite. Construisant sur le sable très meuble, les hommes ont réalisé une assise solide, constitué de petits troncs superposés. Ces platelages, recouverts d'une couche d'argile, constituaient ainsi un sol de terre battue, bien isolé des remontées humides. Il s’agit d'une pièce rectangulaire de 4,60 m de longueur sur 3,30 m de largeur. Cet espace de 15 m². Au centre de cet habitat on peut noter la présence d’une sole de foyer en argile d’un mètre de diamètre. Les tessons de poterie sont abondants sur l'ensemble de la zone archéologique, mais leur densité est beaucoup plus importante sur les espaces d'habitat. Les coupes ou les vases de formes et de tailles très variées s'apparentent à ceux bien connus sur les sites du premier âge du fer. On rencontre en particulier des décors rubanés en relief, présents déjà à l'âge du bronze. Les datations effectuées sur les pieux confirment une occupation du site de Put Blanc pendant toute la période du premier âge du fer.

### Les pirogues
Trente pirogues monoxyles ont à ce jour été répertoriées sous les eaux du lac de Sanguinet. Trois d'entre elles sont voisines du village de Losa. Trois autres ont été découvertes dans le lit de la rivière antique, hors du contexte des sites ayant fait l'objet de fouilles archéologiques. 24 de ces embarcations ont été répertoriées sur la zone archéologique de Put blanc. Sur les trente pirogues découvertes dans le lac de Sanguinet, vingt-six sont creusées dans des troncs de pin, quatre seulement étant en chêne. Deux d’entre elles ont été sorties du lac en septembre 2003 et ont fait l’objet d’un traitement de conservation dans le laboratoire Art-Nucléart de Grenoble. Ces deux pirogues (n° 5 et n° 20) sont revenues sur Sanguinet le 10 juillet 2008 et ont été installées dans leur nouvelle salle vitrine (température et hygrométrie régulées) pour être présentées au public.
La pirogue n° 20 (âge du bronze) est en chêne et est âgée d'environ 3 270 ans, elle est la partie arrière mesurant 4,80 m d'une pirogue et comporte à sa poupe une planche amovible en pin.
La pirogue n° 5 est entière en pin pour une longueur de 8 m et date d'environ 2 700 ans (âge du fer).
Ces deux pirogues vont retrouver au musée la pirogue n° 1 trouvée avant le début des recherches archéologiques et remontée des eaux du lac. Ce fragment de pirogue (fond de la pirogue) en chêne mesure un peu moins de 4 m et date du Moyen Âge.

## Musée
Le musée archéologique municipal de Sanguinet, situé sur la place de la mairie a fait l'objet en 2008 de travaux de réhabilitation et d'agrandissement pour recevoir les deux pirogues sorties du lac. Une nouvelle muséographie a été conçue qui présente notamment les différents objets remontés du lac depuis plusieurs années (poteries, bijoux, outils...) et bien entendu les trois pirogues. Ce musée municipal fait partie des musées de France et ses collections sont placées sous la responsabilité du conservateur départemental.

## Tourisme

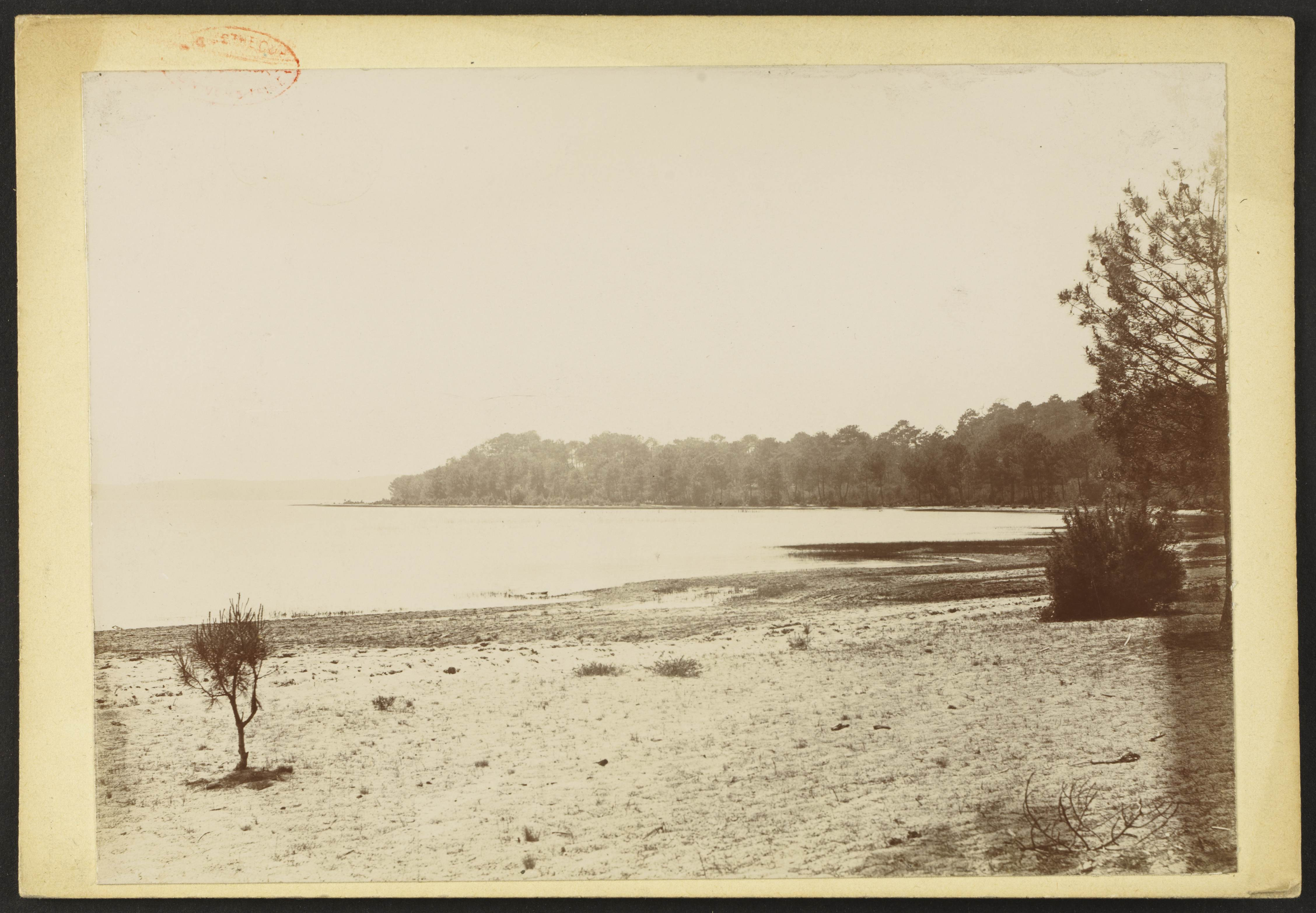
Photo par Jean-Auguste Brutails.

Sanguinet est un site touristique qui a toujours été apprécié. Ainsi, le poète Ausone jouissait-il peut-être déjà d'une villa pour s'y reposer ; une résidence secondaire en plus de sa résidence bordelaise (burdigalienne). Nombreux sont ceux aujourd'hui qui vont y faire de la planche à voile ou du bateau, ou simplement se baigner l'été.

## Sports nautiques

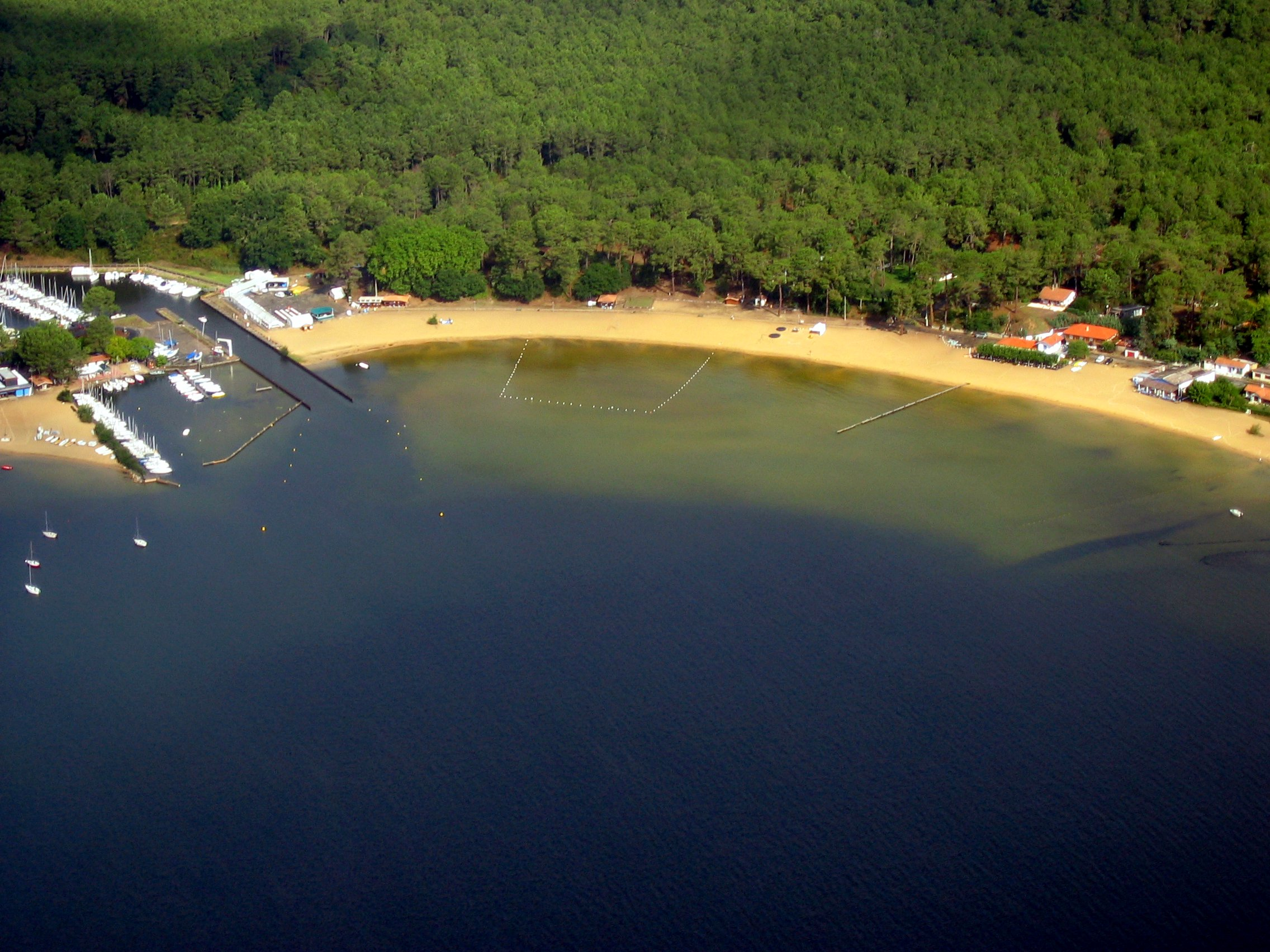
Plage de la Gemmayre à Cazaux.

- Une zone d'exclusion militaire liée à la base aérienne de Cazaux limite considérablement la superficie du lac utilisable pour la navigation et pour la pratique des sports nautiques, notamment la voile. Cette zone est accessible les week-ends et jours fériés.
- Wakeboard
- Wakefoil
- Wakeskate
- Wakesurf
- Kneeboard
- Ski nautique
- Barefoot (nu-pieds)
- Ski nautique
- Planche à voile
- Voile
- Canoe-kayak
- Plongée sous-marine